# Amazon Cloud Drive
Amazon Cloud Drive（アマゾン・クラウド・ドライブ）は、2011年3月29日にAmazonが公開したオンラインストレージサービスである。
2023年12月31日、サービス終了予定、Amazon Photosに統合される予定。
使用者に標準として無料で5GBのストレージ容量を提供し、8台までの端末（最初に使用した8台）でアクセスできる。GB単位の年払いで容量を増やせる有料コースも有る。2011年末までにAmazonでMP3アルバムを購入したユーザーは自動的に1年間20GBまで使用出来るようになっていた。JPEGやRAWなどの画像はプライム会員のみ保存容量が無制限となる。8台のデバイスには携帯端末、違うコンピュータ、同一コンピュータ上の違うブラウザが含まれる。デバイス制限はウェブブラウザのクッキーが保存されていないか削除された場合に発動される。

## 楽曲ストレージ
ユーザーは購入した楽曲をAmazon Cloud Driveに保存するためにウェブサイトかAndroid（バージョン2.0以降）対応のAmazon MP3アプリケーションのいずれかでアクセスしたAmazon MP3ストアでの購入を通してオプトインすることができる。Amazon Cloud Driveのアカウントを取得したら無料で5GBのストレージ容量を得ることができるが、Amazon MP3で買った楽曲は容量制限が適用されない。Amazon Cloud Driveに1度保存された楽曲はAmazon MP3アプリケーションをインストールしたAndroid端末かAmazon MP3 Downloaderを使用しているコンピュータにダウンロードすることができる。

## Cloud Player
Cloud Playerと呼ばれるCloud Driveにバンドルされた楽曲ストリーミングアプリケーションはCloud Driveに保存された楽曲をAndroid端末においてインターネットアクセスを使って再生できる。タイトル、アルバム、アーティスト、ジャンル（ウェブサイトのみ）、プレイリストでのブラウズに対応している。

## Amazon Driveデスクトップアプリ
WindowsやOSXで利用できるデスクトップアプリも存在するが、手動でアップロードしたりダウンロードするためのアプリである。この操作は、デスクトップアプリをインストールしなくてもブラウザから可能である。DropboxやOneDriveなどと違い、自動でのファイルやフォルダの同期はできない。

### 評価
Amazonはレコード会社との承認無しサービスを開始したことでCloud Playerに対しては合法性に関して多くのコメントが寄せられている。Amazonは「Cloud Playerはユーザーが自身の楽曲を管理して再生出来るようにするアプリケーションである。これは既存の数あるメディア管理アプリケーションと同種だ。我々はCloud Playerを利用可能にするためのライセンスは必要としない。」と公式に表明している。テクノロジーウェブサイトのArs Technicaは次のように述べている。“ユーザーは自身の所有する楽曲をアップロードして聴いているため、これは「一見理論的」であるように見える、従ってユーザーが楽曲購入によりオリジナルの販売元から獲得したライセンスは、外部ハードディスクドライブやデジタルオーディオプレーヤーに楽曲を転送して聴く場合と同じ原理でCloud Playerに対しても適用される”。TechdirtはCloud Playerに関して「既に持っている楽曲ファイルを手に入れ、インターネット上で保存しストリーミング出来るようになっている。なぜ既に持っている曲を聴くのに追加のライセンスが必要なのか？」と述べている。
レコード会社はCloud Playerの立ちあげに衝撃を受け、この手のサービスにはライセンスが必要だと主張した。 
知的財産専門の弁護士であるデニス・ホーウェルは「既購入物に対するクラウドストレージやリモートアクセスが合法であるという考えは直感的には理に適っている」と述べたが、オンラインミュージックサービスに対するレコード会社の反応や法的措置に関する過去の判例を踏まえた上で、問題解決のために「明確かつ厳しい司法見解」が示される可能性があると警告した。

## Photos
携帯端末で撮影した写真データ（カメラロール）を自動的にアップロードする機能を備えたアプリ Amazon Cloud Drive Photos が2013年5月に公開された。このアプリでは手元にある携帯端末のカメラロールとクラウド（Amazon Cloud Drive）にアップロードした両方の写真を閲覧することができる。